# تیمیشوارا
تیمیشوارا (آلمانی: Temeswar; رومانیایی: Timișoara; مجاری: Temesvár) مرکز شهرستان تیمیش، در کشور رومانی واقع شده‌است. جمعیت این شهر ۳۱۷٬۶۶۰ نفر است و در ارتفاع ۹۰ متر از سطح دریا واقع شده‌است.

## نگارخانه

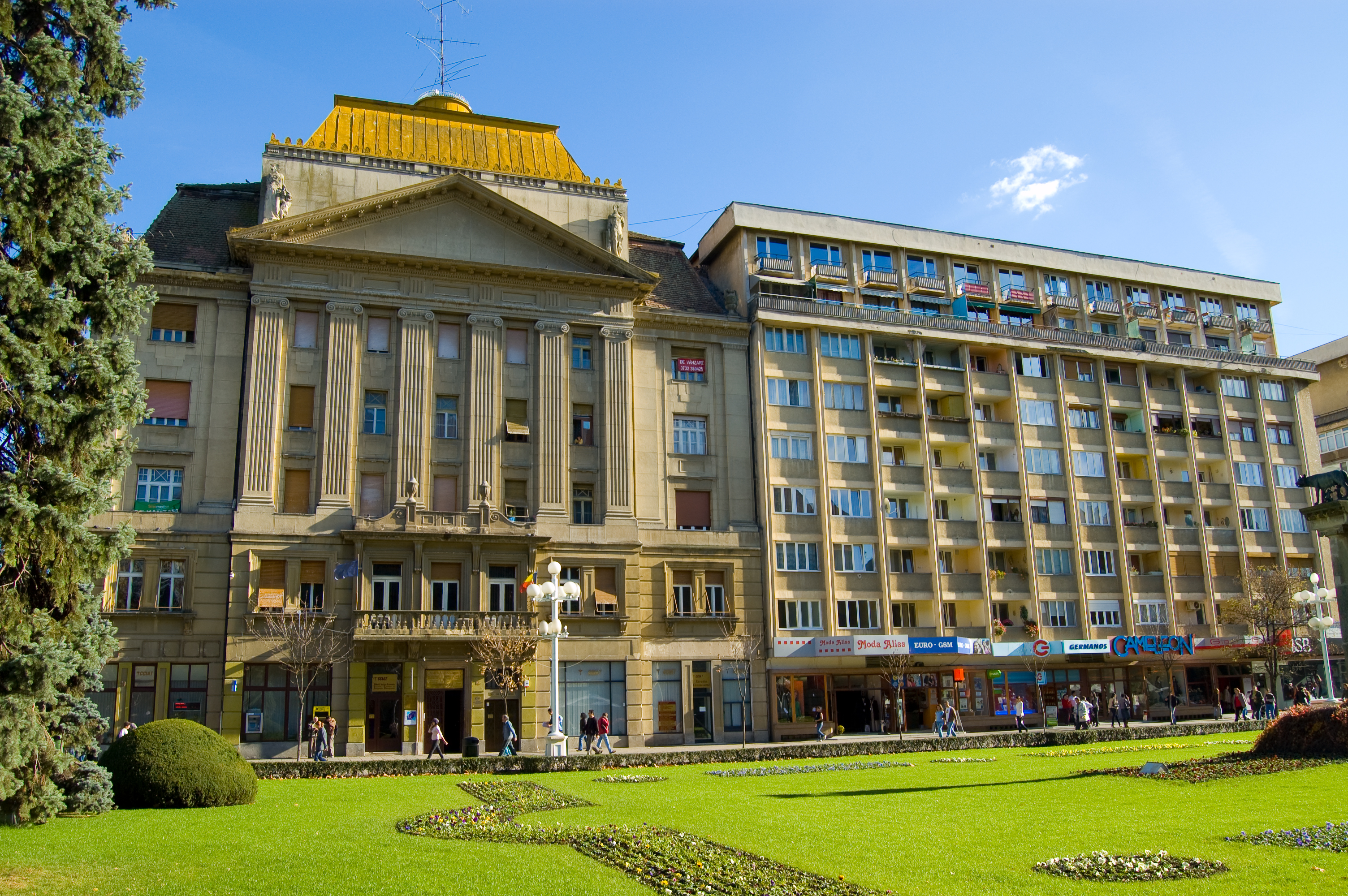
اتاق بازرگانی، صنعت و کشاورزی
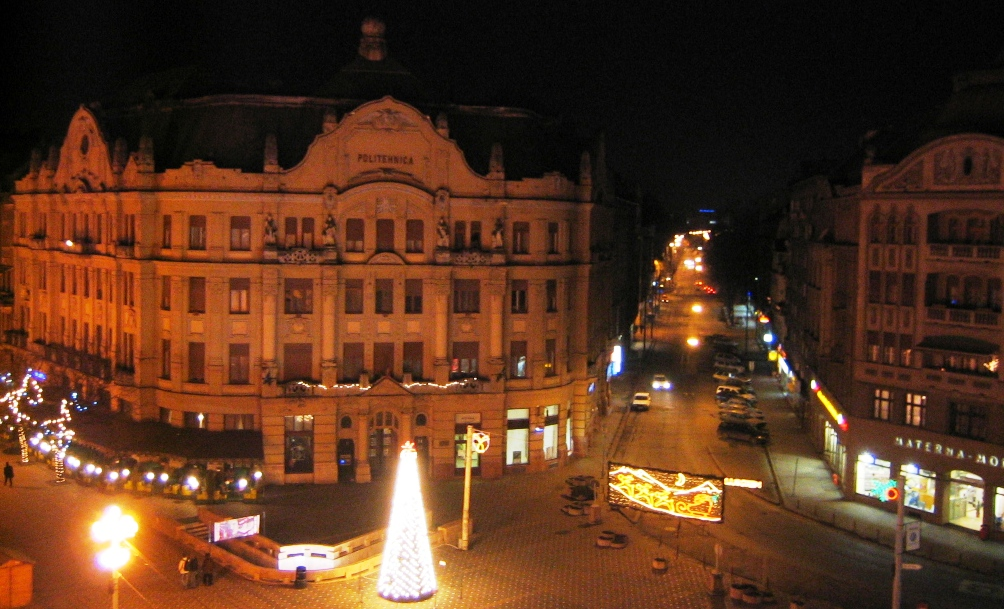
کاخ Lloyd
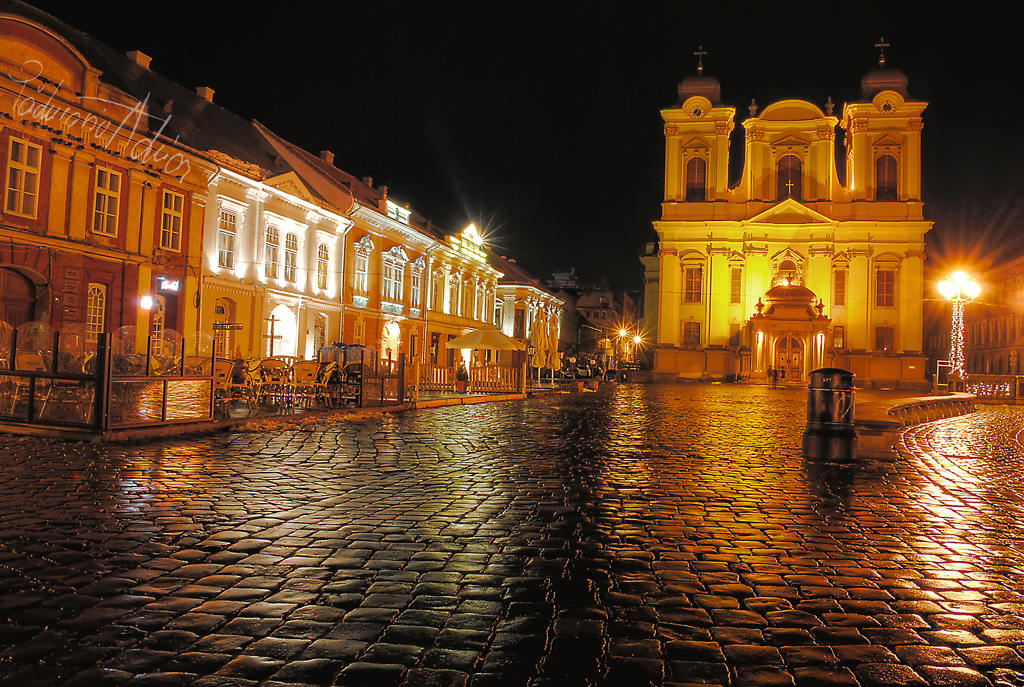
کلیسای سن جورج
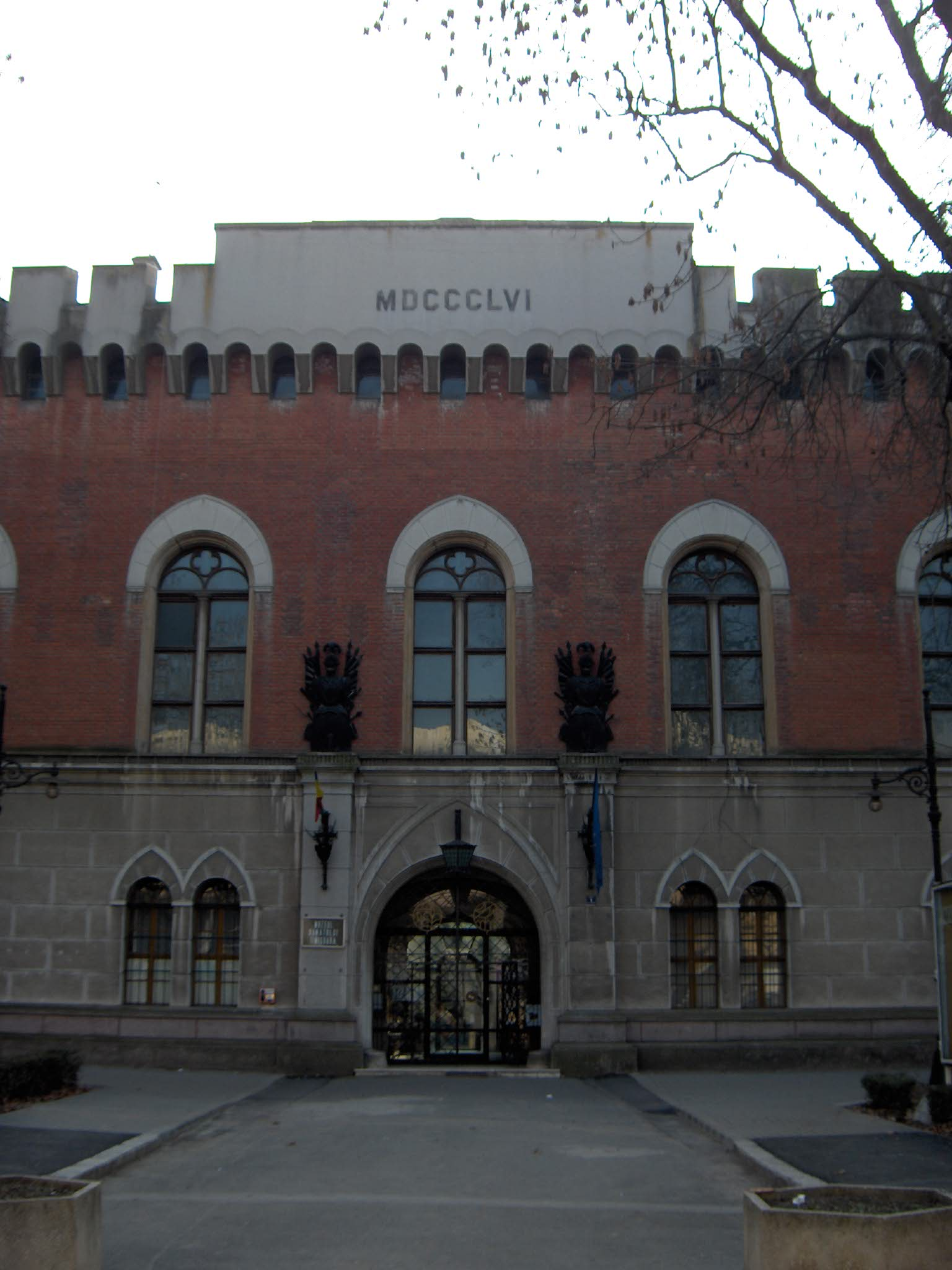
کاخ هونیاد
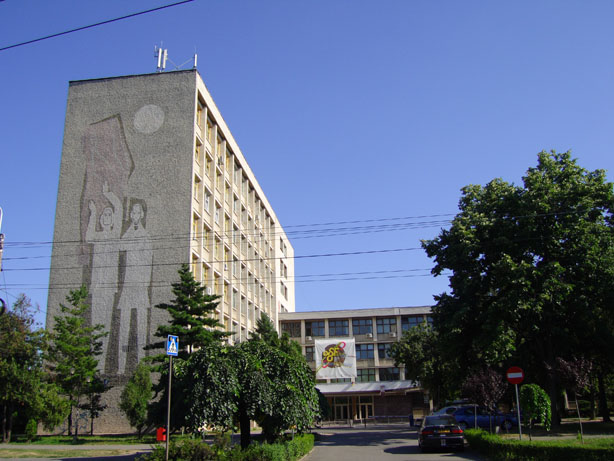
دانشگاه غربی تیمیشوارا